# Tynnörsaari
Tynnörsaari är en ö i Finland. Den ligger i sjön Saimen och i kommunen Sankt Michel i den ekonomiska regionen  S:t Michel och landskapet Södra Savolax, i den södra delen av landet, 210 km nordost om huvudstaden Helsingfors. Öns area är 37,3 hektar och dess största längd är 0,9 kilometer i öst-västlig riktning.